# Tristan Schulze (Künstler)
Tristan Schulze (* 1982) ist ein deutscher Künstler, Designer und Musiker. Seit 2024 lehrt er als Professor für Gestaltung mit Künstlicher Intelligenz an der Hochschule Mainz. Seine Arbeit verbindet Designfiktion, künstlerische Methodik und angewandte medientechnische Praxis, was sich in einem breiten Spektrum medialer Ausdrucksformen niederschlägt – von klassischen Medien über Programmierung und Mikroelektronik bis hin zu traditionellen Handwerken wie textilem Weben und Stricken sowie performativen Disziplinen wie Tanz und Musik.

## Lehre & Forschung
Tristan Schulze begann seine Lehrtätigkeit im Jahr 2010 in den Bereichen Interaction Design, Game Design, Physical Computing und Mixed Reality. Er war an verschiedenen Institutionen tätig, darunter die Hochschule für Künste Bremen, der Fachbereich Industrial Design in Magdeburg und der Fachbereich Design in Dessau. Von 2018 bis 2024 wirkte er als Dozent und Künstlerischer Mitarbeiter an der Kunsthochschule Burg Giebichenstein in Halle, wo er Seminare und Vorlesungen im Bereich Multimedia und Virtual Reality leitete.
Seit 2024 ist Schulze Professor für Gestaltung mit Künstlicher Intelligenz an der Hochschule Mainz. Seine Forschung und Lehre konzentrieren sich auf die Schnittstelle von Kunst, Design und Technologie, wobei er hybride Praktiken entwickelt, die traditionelle Handwerke mit modernen Technologien verbinden.

## Künstlerischer Werdegang
Tristan Schulze arbeitet seit 2014 mit Kunstinstitutionen zusammen, darunter dem Kunsthaus Graz, dem ZKM Karlsruhe, der HEK Basel und der Galerie für Zeitgenössische Kunst Leipzig. Seine Arbeiten wurden in Ausstellungen präsentiert.

## Musikalischer Werdegang
Neben seiner künstlerischen und akademischen Tätigkeit ist Tristan Schulze auch in der Musikszene aktiv. Er war Mitbegründer des Plattenlabels und Kunstprojekts Hello Records und produzierte Musik unter den Projekten Deko Deko und The Chi Chi Bang Bang Cthulus und Fred vom Jupiter.
- Hello Records (seit 2004): Mitbegründung eines Plattenlabels für den Kunstraum als Mitglied des Teams Hello.
- Deko Deko (2011–2016): Produzent & Musiker für das Duo Deko Deko, das sich auf Wave und Electronic Music spezialisierte.
- The Chi Chi Bang Bang Cthulus (2005–2011): Produzent & Musiker für das Duo The Chi Chi Bang Bang Cthulus, das Acoustic, Shoegaze und Singer-Songwriter-Musik produzierte.